# (15735) Andakerkhoven
(15735) Andakerkhoven est un astéroïde de la ceinture principale.

## Description
(15735) Andakerkhoven est un astéroïde de la ceinture principale. Il fut découvert le 18 novembre 1990 à La Silla par Eric Walter Elst. Il présente une orbite caractérisée par un demi-grand axe de 3,18 UA, une excentricité de 0,07 et une inclinaison de 10,5° par rapport à l'écliptique.

## Compléments